# 阿巴拉
阿巴拉，是生活在西非薩赫勒地區的阿拉伯族群，以放牧單峰駱駝為生計基礎。
阿巴拉一詞主要用來區別於另一阿拉伯牧牛族群加巴拉， 根據Braukämp（1993)的說法，一些阿巴拉人在從薩赫勒地區進入熱帶稀樹草原後，經歷了文化變遷。這導致牲畜種類轉向牛隻，這更適合熱帶草原環境。
在蘇丹達爾富爾衝突中，他們與加巴拉人因爭奪土地與水源和黑人定居農民衝突不斷。